# Чемпіонат Європи з легкої атлетики 2002
Чемпіонат Європи з легкої атлетики 2002 був проведений 6-11 серпня в Мюнхені на Олімпійському стадіоні.
Жінки вперше виборювали медалі у спортивній ходьбі на 20 кілометрів. Дисципліна прийшла на заміну 10-кілометровій дистанції, на якій жінки змагались на попередніх чемпіонатах.
На чемпіонаті поляк Роберт Коженьовський встановив нове вище світове досягнення у спортивній ходьбі на 50 кілометрів (3:36.39), а Пола Редкліфф — новий рекорд Європи в бігу на 10000 метрів (30.01,09).
Кароліна Клюфт перемогла у семиборстві з новим світовим юніорським рекордом (6542 очки).

## Призери

### Чоловіки
| Дисципліни                | Золото                                                                                  | Золото      | Срібло                                                                                    | Срібло     | Бронза                                                               | Бронза     |
| ------------------------- | --------------------------------------------------------------------------------------- | ----------- | ----------------------------------------------------------------------------------------- | ---------- | -------------------------------------------------------------------- | ---------- |
| 100 метрів[a]             | Френсіс Обіквелу Португалія                                                             | 10,06       | Даррен Кемпбелл Велика Британія                                                           | 10,15      | Немет Роланд Угорщина                                                | 10,27      |
| 200 метрів                | Константінос Кентеріс Греція                                                            | 19,85 NR SB | Френсіс Обіквелу Португалія                                                               | 20,21      | Марлон Девоніш Велика Британія                                       | 20,24      |
| 400 метрів                | Інго Шульц Німеччина                                                                    | 45,14       | Давід Каналь Іспанія                                                                      | 45,24 SB   | Данієль Кейнс Велика Британія                                        | 45,28      |
| 800 метрів                | Вілсон Кіпкетер Данія                                                                   | 1.47,25     | Андре Бухер Швейцарія                                                                     | 1.47,43    | Нільс Шуманн Німеччина                                               | 1.47,60    |
| 1500 метрів               | Меді Баала Франція                                                                      | 3.42,74     | Реєс Естевес Іспанія                                                                      | 3.43,54    | Руй Сілва Португалія                                                 | 3.45,43    |
| 5000 метрів               | Альберто Гарсія Іспанія                                                                 | 13.38,18    | Ісмаїл Сгюр Франція                                                                       | 13.39,81   | Сергій Лебідь Україна                                                | 13.40,00   |
| 10000 метрів              | Хосе Мануель Мартінес Іспанія                                                           | 27.47,65    | Дітер Бауманн Німеччина                                                                   | 27.47,87   | Хосе Ріос Іспанія                                                    | 27.48,29   |
| 110 метрів з бар'єрами    | Колін Джексон Велика Британія                                                           | 13,11 SB    | Станіславс Оліярс Латвія                                                                  | 13,22      | Артур Когутек Польща                                                 | 13,32 SB   |
| 400 метрів з бар'єрами    | Стефан Діагана Франція                                                                  | 47,58 SB    | Їржі Музик Чехія                                                                          | 48,43 SB   | Павел Янушевський Польща                                             | 48,46 SB   |
| 3000 метрів з перешкодами | Антоніо Давід Гіменес Іспанія                                                           | 8.24,34     | Сімон Вромен Нідерланди                                                                   | 8.24,45    | Луїс Мігель Мартін Іспанія                                           | 8.24,72    |
| 4×100 метрів[a]           | Україна Костянтин Васюков Костянтин Рурак Анатолій Довгаль Олександр Кайдаш             | 38,53 NR SB | Польща Ришард Пілярчик Люкаш Хила Марцин Новак Марцин Урбась                              | 38,71 SB   | Німеччина Ронні Оствальд Марк Блюме Олександр Косенков Крістіан Шахт | 38,88      |
| 4×400 метрів              | Велика Британія Джаред Дікон Меттью Еліас Джеймі Баулч Данієль Кейнс Шон Болдок (забіг) | 3.01,25     | Росія Руслан Мащенко Юрій Борзаковський Андрій Семенов Олег Мішуков Євген Лебедєв (забіг) | 3.01,34    | Франція Леслі Джон Ахмед Духу Ібрагіма Ваде Наман Кейта              | 3.02,76    |
|                           |                                                                                         |             |                                                                                           |            |                                                                      |            |
| Марафон                   | Янне Гольмен Фінляндія                                                                  | 2:12.14 SB  | Павло Лоскутов Естонія                                                                    | 2:13.18    | Хуліо Рей Іспанія                                                    | 2:13.21    |
| Ходьба 20 кілометрів      | Франсіско Хав'єр Фернандес Іспанія                                                      | 1:18.37     | Володимир Андреєв Росія                                                                   | 1:19.56    | Хуан Мануель Моліна Іспанія                                          | 1:20.36    |
| Ходьба 50 кілометрів      | Роберт Коженьовський Польща                                                             | 3:36.39 WB  | Олексій Воєводін Росія                                                                    | 3:40.16 SB | Хесус Анхель Гарсія Іспанія                                          | 3:44.33 SB |
|                           |                                                                                         |             |                                                                                           |            |                                                                      |            |
| Стрибки у висоту          | Ярослав Рибаков Росія                                                                   | 2,31 SB     | Стефан Гольм Швеція                                                                       | 2,29       | Стаффан Странд Швеція                                                | 2,27       |
| Стрибки з жердиною        | Олександр Авербух Ізраїль                                                               | 5,85 SB     | Ларс Бергелінг Німеччина                                                                  | 5,80       | Тім Лобінгер Німеччина                                               | 5,80       |
| Стрибки у довжину         | Олексій Лукашевич Україна                                                               | 8,08        | Сініша Ерготич Хорватія                                                                   | 8,00       | Яго Ламела Іспанія                                                   | 7,99       |
| Потрійний стрибок         | Християн Ульссон Швеція                                                                 | 17,53       | Чарльз Фрідек Німеччина                                                                   | 17,33 SB   | Джонатан Едвардс Велика Британія                                     | 17,32      |
| Штовхання ядра            | Юрій Білоног Україна                                                                    | 21,37 SB    | Йоахім Ольсен Данія                                                                       | 21,16      | Ральф Бартельс Німеччина                                             | 20,58      |
| Метання диска             | Фазекаш Роберт Угорщина                                                                 | 68,83 CR    | Віргіліюс Алекна Литва                                                                    | 66,62      | Міхаель Мелленбек Німеччина                                          | 66,37      |
| Метання молота            | Аннуш Адріан Угорщина                                                                   | 81,17       | Владислав Піскунов Україна                                                                | 80,39      | Александрос Пападімітріу Греція                                      | 80,21 SB   |
| Метання списа             | Стівен Беклі Велика Британія                                                            | 88,54 SB    | Сергій Макаров Росія                                                                      | 88,05      | Борис Генрі Німеччина                                                | 85,33      |
|                           |                                                                                         |             |                                                                                           |            |                                                                      |            |
| Десятиборство             | Роман Шебрле Чехія                                                                      | 8800        | Еркі Ноол Естонія                                                                         | 8438 SB    | Лев Лободін Росія                                                    | 8390       |

a  Двейн Чамберс виграв 100-метрівку з результатом 9,96 та був членом британського естафетного квартету (разом з Крістіаном Малкольмом, Дарреном Кемпбеллом та Марлоном Девонішем), який переміг в естафеті 4×100 метрів з часом 38,19. Проте він був дискваліфікований у серпні 2003 за порушення антидопінгових правил після визнання вживання тетрагідрогестрінону у період 2000-2002. Це призвело до анулювання його та британської команди результатів з перерозподілом медалей у обох дисциплінах.

### Жінки
| Дисципліни             | Золото                                                                                 | Золото      | Срібло | Срібло         | Бронза                                                                                              | Бронза      |
| ---------------------- | -------------------------------------------------------------------------------------- | ----------- | --- | -------------- | --------------------------------------------------------------------------------------------------- | ----------- |
| 100 метрів             | Катерина Тану Греція                                                                   | 11,10       | Кім Геварт Бельгія | 11,22          | Мануела Леворато Італія                                                                             | 11,23       |
| 200 метрів             | Мюріель Юртіс Франція                                                                  | 22,62 SB    | Кім Геварт Бельгія | 22,53 SB       | Мануела Леворато Італія                                                                             | 22,75 SB    |
| 400 метрів             | Олеся Зикіна Росія                                                                     | 50,45       | Гріт Броєр Німеччина | 50,70 SB       | Лі Макконнелл Велика Британія                                                                       | 51,02       |
| 800 метрів             | Іоланда Чеплак Словенія                                                                | 1.57,65     | Майте Мартінес Іспанія                                                                                                   | 1.58,86        | Келлі Голмс Велика Британія                                                                         | 1.59,83 SB  |
| 1500 метрів            | Сюрея Айхан Туреччина                                                                  | 3.58,79     | Габріела Сабо Румунія | 3.58,81        | Тетяна Томашова Росія                                                                               | 4.01,28 SB  |
| 5000 метрів            | Марта Домінгес Іспанія                                                                 | 15.14,76    | Соня О'Саллівен Ірландія                                                                                                 | 15.14,85       | Олена Задорожня Росія                                                                               | 15.15,22    |
| 10000 метрів           | Пола Редкліфф Велика Британія                                                          | 30.01,09 ER | Соня О'Саллівен Ірландія                                                                                                 | 30.47,59 NR SB | Людмила Бікташева Росія                                                                             | 31.04,00 PB |
| 100 метрів з бар'єрами | Глорі Алозі Іспанія                                                                    | 12,73       | Олена Красовська Україна                                                                                                 | 12,88          | Яна Касова Болгарія                                                                                 | 12,91       |
| 400 метрів з бар'єрами | Іонела Тірля Румунія                                                                   | 54,95       | Гайке Майснер Німеччина                                                                                                  | 55,89          | Анна Оліхверчук Польща                                                                              | 56,18       |
| 4×100 метрів           | Франція Мюріель Юртіс Дельфін Комбе Сільвіан Фелікс Одіа Сідібе                        | 42,46       | Німеччина Мелані Пашке Габі Рокмаєр Зіна Шильке Маріон Вагнер                                                            | 42,54          | Росія Юлія Табакова Ірина Хабарова Лариса Круглова Наталія Ігнатова                                 | 43,11       |
| 4×400 метрів           | Німеччина Флоренс Екпо-Умо Гріт Броєр Біргіт Рокмаєр Клаудіа Маркс Ненсі Кетте (забіг) | 3.25,10     | Росія Олеся Зикіна Анастасія Капачинська Наталія Назарова Наталія Антюх Тетяна Левіна (забіг) Катерина Бахвалова (забіг) | 3.25,59        | Польща Гражина Прокопек Анна Оліхверчук Жужанна Радецька Малгожата Пскит Юстина Каролькевич (забіг) | 3.26,15     |
|                        |                                                                                        |             | |                | |             |
| Марафон                | Марія Гвіда Італія                                                                     | 2:26.05 SB  | Лумініта Цайтук Німеччина                                                                                                | 2:26.58 SB     | Соня Оберем Німеччина                                                                               | 2:28.45     |
| Ходьба 20 кілометрів   | Олімпіада Іванова Росія                                                                | 1:26.42 SB  | Олена Ніколаєва Росія | 1:28.20        | Еріка Альфріді Італія                                                                               | 1:28.33 SB  |
|                        |                                                                                        |             | |                | |             |
| Стрибки у висоту       | Кайса Бергквіст Швеція                                                                 | 1,98        | Марина Купцова Росія | 1,92           | Ольга Калітуріна Росія                                                                              | 1,89        |
| Стрибки з жердиною     | Світлана Феофанова Росія                                                               | 4,60        | Олена Ісинбаєва Росія | 4,55           | Івонн Бушбаум Німеччина                                                                             | 4,50        |
| Стрибки у довжину      | Тетяна Котова Росія                                                                    | 6,85        | Джейд Джонсон Велика Британія                                                                                            | 6,73 SB        | Васі Тюнде Угорщина                                                                                 | 6,73        |
| Потрійний стрибок      | Ашія Гансен Велика Британія                                                            | 15,00       | Гелі Койвула Фінляндія                                                                                                   | 14,83          | Олена Олейникова Росія                                                                              | 14,54       |
| Штовхання ядра         | Ірина Коржаненко Росія                                                                 | 20,64 SB    | Віта Павлиш Україна | 20,02          | Світлана Кривельова Росія                                                                           | 19,56       |
| Метання диска          | Катерина Вогголі Греція                                                                | 64,31       | Наталія Садова Росія | 64,12          | Анастасія Келесіду Греція                                                                           | 63,92       |
| Метання молота         | Ольга Кузенкова Росія                                                                  | 72,94       | Каміла Сколімовська Польща                                                                                               | 72,46          | Мануела Монтебрюн Франція                                                                           | 72,04       |
| Метання списа          | Мірела Маніяні Греція                                                                  | 67,47 SB    | Штеффі Неріус Німеччина                                                                                                  | 64,09          | Мікаела Інгберг Фінляндія                                                                           | 63,50 SB    |
|                        |                                                                                        |             | |                | |             |
| Семиборство            | Кароліна Клюфт Швеція                                                                  | 6542 WU20R  | Сабіне Браун Німеччина                                                                                                   | 6434 SB        | Наталія Сазанович Білорусь                                                                          | 6341 SB     |

## Медальний залік
| Місце                | Країна               | Золото | Срібло | Бронза | Загалом |
| -------------------- | -------------------- | ------ | ------ | ------ | ------- |
| 1                    | Росія                | 7      | 9      | 8      | 24      |
| 2                    | Іспанія              | 6      | 3      | 6      | 15      |
| 3                    | Велика Британія      | 5      | 2      | 5      | 12      |
| 4                    | Франція              | 4      | 1      | 2      | 7       |
| 5                    | Греція               | 4      | 0      | 2      | 6       |
| 6                    | Україна              | 3      | 3      | 1      | 7       |
| 7                    | Швеція               | 3      | 1      | 1      | 5       |
| 8                    | Німеччина            | 2      | 9      | 8      | 19      |
| 9                    | Угорщина             | 2      | 0      | 2      | 4       |
| 10                   | Польща               | 1      | 2      | 4      | 7       |
| 11                   | Португалія           | 1      | 1      | 1      | 3       |
| 11                   | Фінляндія            | 1      | 1      | 1      | 3       |
| 13                   | Данія                | 1      | 1      | 0      | 2       |
| 13                   | Румунія              | 1      | 1      | 0      | 2       |
| 13                   | Чехія                | 1      | 1      | 0      | 2       |
| 16                   | Італія               | 1      | 0      | 3      | 4       |
| 17                   | Ізраїль              | 1      | 0      | 0      | 1       |
| 17                   | Словенія             | 1      | 0      | 0      | 1       |
| 17                   | Туреччина            | 1      | 0      | 0      | 1       |
| 20                   | Бельгія              | 0      | 2      | 0      | 2       |
| 20                   | Естонія              | 0      | 2      | 0      | 2       |
| 22                   | Латвія               | 0      | 1      | 0      | 1       |
| 22                   | Литва                | 0      | 1      | 0      | 1       |
| 22                   | Нідерланди           | 0      | 1      | 0      | 1       |
| 22                   | Хорватія             | 0      | 1      | 0      | 1       |
| 22                   | Швейцарія            | 0      | 1      | 0      | 1       |
| 27                   | Болгарія             | 0      | 0      | 1      | 1       |
| 27                   | Білорусь             | 0      | 0      | 1      | 1       |
| Загалом (28 збірних) | Загалом (28 збірних) | 46     | 44     | 46     | 136     |